# Wij zijn nooit modern geweest
Wij zijn nooit modern geweest (Frans: Nous n'avons jamais été modernes) is een boek van de Franse socioloog en filosoof Bruno Latour uit 1991. In dit boek bouwt hij voort op en ontwikkelt het onderliggend metafysisch kader van de wetenschapsantropologie die hij eerder uitwerkte in Laboratory life (1979) en Science in action (1987). In dit boek analyseert hij specifiek de dualistische stelling die in de moderniteit gemaakt wordt tussen natuur en samenleving.

## Inhoud
Latour vertrekt van de verbazing dat de pogingen in de wetenschapssociologie om de wetenschap als sociaal fenomeen te verklaringen, steeds resulteren in kritieken die het verwijt uiten dat het leidt tot relativisme. Wetenschap sociaal verklaren lijkt meteen te resulteren in een ontkrachting van (de waarheid van) die wetenschap zelf. Volgens Latour is dit te wijten aan een bepaalde opvatting van wat moderniteit is, dominant in het Westerse denken. Terwijl men geneigd is premoderne maatschappijen te beschrijven als culturen waarin het natuurlijke en het sociale nog gemixt worden, typeert men de moderne samenleving als een waar deze eindelijk uit elkaar worden gehaald. Vroeger geloofden mensen dat sociale handelingen, zoals regendansen, invloed kunnen hebben op natuur en dat natuurlijke fenomenen, zoals de beweging van de sterren, de sociale interacties dicteren. Nu, daarentegen, zijn we modern geworden en hebben we door wetenschap en rationaliteit een onderscheid tussen natuur en maatschappij, object en subject gemaakt. In die zin kan men wetenschap dan ook niet sociaal verklaren omdat het een personificatie is van deze moderne scheiding: wetenschappelijk inzicht in de natuur bestaat bij gratie van een breuk met alle sociale factoren die deze kennis in de weg stonden.
De les die Latour zelf trekt uit de ontwikkelingen binnen de wetenschapssociologie is dat zo'n onderscheid tussen natuur en maatschappij echter niet houdbaar is. In de wetenschappelijke praktijk is er geen duidelijk onderscheid tussen wat natuurlijke fenomenen zijn en wat sociale manipulaties zijn, dit onderscheid wordt pas achteraf gemaakt. Het onderscheid tussen subject en object, maatschappij en natuur, is een onderscheid dat niet gegeven, maar gemaakt is. Historisch verbindt Latour het met de studie Leviathan and the Air-Pump: Hobbes, Boyle, and the Experimental Life (1985) van Steven Shapin en Simon Schaffer. Volgens de auteurs is het onderscheid tussen natuurlijke feiten en sociale interpretatie een resultaat van de debatten tussen Robert Boyle en Thomas Hobbes.
Eerder dan een splitsing te maken tussen dat wat men tot dan toe verkeerdelijk door elkaar haalde, typeert Latour de moderniteit juist als het maken van dit onderscheid, als de purificatie tussen subjecten en objecten. Terwijl dit onderscheid theoretisch steeds wordt verondersteld, wordt het in de praktijk nooit echt gemaakt: hedendaagse kwesties als klimaatverandering, hiv en biotechnologie zijn kwesties die noch als natuurlijk noch als sociaal getypeerd kunnen worden, maar slechts als een hybride vorm van beide.
In die zin roept Latour dan ook op tot een 'amodern' standpunt, waarin men realiseert dat we nooit modern geweest zijn in de klassieke zin van het woord. Om de hedendaagse problemen te begrijpen kan men zich niet beperken tot de feiten alleen, zoals de wetenschappers, of de sociale interacties, zoals de politici. Er is nood aan een systeem waarin beide een plaats worden gegeven als de hybride vormen die ze werkelijk zijn. In die zin eindigt Latour het boek ook met een oproep tot een democratie uitgebreid naar objecten en spreekt hij van een 'parlement van de dingen'. Dit is een thema dat hij in meer detail uitwerkt in een volgend boek, namelijk Politiques de la nature (1999).

## Vertaling
- Bruno Latour, Wij zijn nooit modern geweest, vert. Joep van Dijk & Gerard de Vries, Van Gennep, 1994; 2e dr. Boom, 2016